# Skarvaskjeret
Ne doit pas être confondu avec Skarvaskjeret (Fitjar), Skarvaskjeret (Fusa) ou Skarvaskjeret (Kvinnherad).
Skarvaskjeret est une île norvégienne du comté de Hordaland appartenant administrativement à Bømlo.

## Description
Rocheuse et désertique, à fleur d'eau, elle s'étend sur environ 117 m de longueur pour une largeur approximative de 63 m. 